# Sant Martí de la Cortinada
Sant Martí de la Cortinada és una església romànica construïda al segle xii i que es va modificar i ampliar durant els segles xvi, xvii i xviii. Localitzada a la Cortinada (Ordino, Principat d’Andorra), va ser declarada bé d’interès cultural l’any 2003, la màxima categoria de protecció d’un bé immoble segons la Llei 9/2003, modificada l’any 2014.

## Arquitectura i història
L’església es va aixecar en un moment indeterminat anterior a la segona meitat del segle xii, però poc després que es construís va experimentar una primera gran reforma, en un moment més o menys allunyat de la segona meitat del segle xii. Les obres van comportar la construcció del campanar de torre i una nova decoració de l’interior de la nau; per tant, les pintures murals romàniques, datades de la fi del segle xii, van tapar una decoració més antiga.
El temple romànic original constava d’una nau rectangular, un campanar de torre amb elements d’influència llombarda i un absis semicircular orientat cap a l’est. Originàriament, la coberta era amb volta de canó, ja que es conserven dos arcs torals, un dels quals es troba a l’entrada de l’absis, i també s’hi poden observar els arcs formers. Actualment, la coberta de la nau és de fusta a dos aigües, mentre que la de l’absis, modificat al segle xx, presenta una volta de quart d’esfera.
A la coberta de la nau, a dos aigües, destaca un petit  campanar d’espadanya que s’apuntala damunt de l’arc del mur que separa l’absis barroc de la nau i sobresurt de la coberta de pissarra.
El campanar de torre, del segle xii, és una mostra de l’arquitectura romànica de tradició llombarda. S’adossa als peus de l’antic temple romànic (mur oest) i consisteix en una torre de dos pisos amb dos finestres geminades al primer i quatre al segon, decorades amb un fris d’arcs cecs i de dents de serra. La coberta és a quatre aigües amb lloses de pissarra. La situació del campanar és una excepció dins el romànic d’Andorra, ja que no és gaire habitual trobar-lo als peus de la nau.

Ja durant l’època barroca, entre la fi del segle xvi i l’inici del xvii, en un context d’una alta religiositat popular i institucional, juntament amb un període de bonança econòmica, es va dur a terme una reforma important de l’edifici. Aquesta millora va comportar l’ampliació de la nau i el canvi d’orientació de l’església: l’altar es col·loca en direcció al nord. Les obres van destruir pràcticament tot el mur nord romànic, del qual només es manté el tram corresponent al presbiteri, lloc on es va trobar una bona part de les pintures romàniques que decoraven la nau del primer temple. Durant l’ampliació barroca es va construir el nou absis de planta rectangular i es van obrir dos capelles laterals més. 

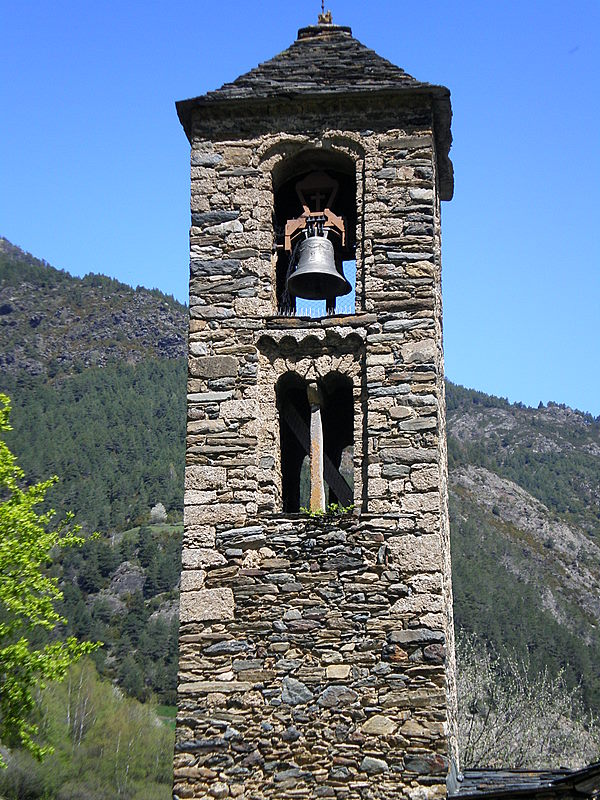
Detall del campanar

Probablement, en aquest moment, l’absis romànic i la planta baixa del campanar es van transformar en dos capelles laterals. Amb aquesta intervenció l’església adquireix la configuració que coneixem avui en dia.
La façana principal actual s’obre a migdia sobre el primitiu mur romànic. En destaca la portalada d’arc de mig punt per on s’accedeix al temple, sobre la qual, i tocant al carener, hi ha una petita obertura circular a mode de rosassa.
A l’exterior, l’antiga sagrera es tanca a migjorn (sud) amb una paret de pedra seca que divideix per la meitat l’esplanada situada davant de la portalada del temple. A llevant (est) inclou les infraestructures del nou cementiri i el corredor que el separa del mur de ponent (oest) del monument. Finalment, al nord, el conjunt monumental engloba el passadís esglaonat que comunica directament la carretera amb el sector d’inhumació tocant a la façana nord de l’església.

## L'interior de l'església

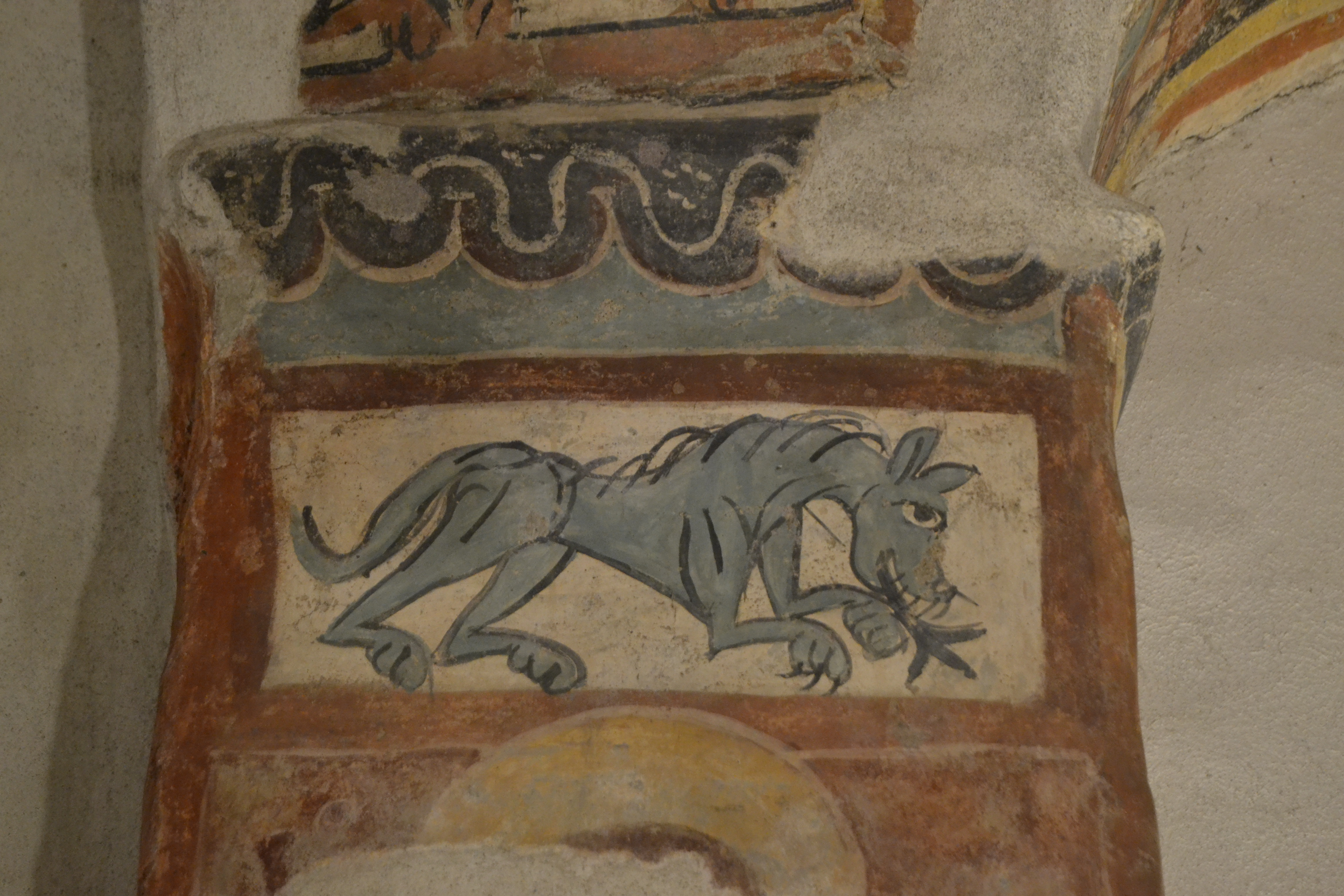
El lleó de Sant Martí de la Cortinada

### Les pintures murals

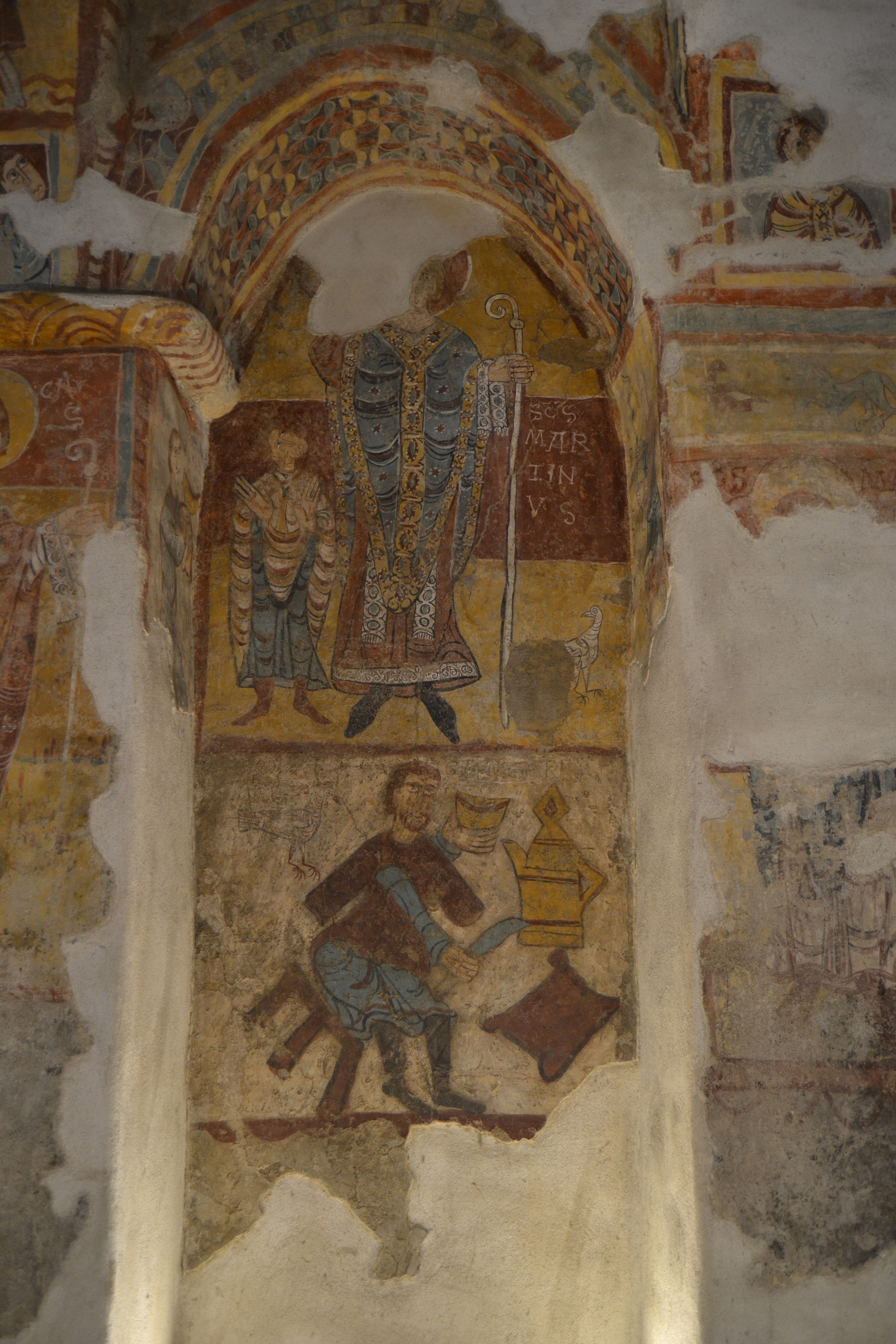
Pintures murals

El conjunt pictòric de Sant Martí de la Cortinada data de l’última dècada del segle xii, ja que, segurament, es va executar abans de l’any 1200 perquè presenta una absència d’influència bizantina.
L’any 1967 es fan diversos treballs de manteniment ordinari de l’església, encomanats per l’arquitecte Cèsar Martinell.
L’any 1968, com a conseqüència dels treballs, es van descobrir l’absis romànic i les pintures murals.
Després de la troballa pictòrica es van trobar els fonaments de l’absis primitiu, que es va reconstruir d’una manera fidedigna.
Les pintures murals trobades formen part d’un cicle pictòric de difícil interpretació, ja que té parts incompletes i s’hi barreja l’hagiografia amb elements de la història local.
Amb tot, es va poder identificar sant Martí, bisbe de Tours i patró de l’església, i el seu successor, sant Brici, juntament amb altres personatges profans i animals fantàstics, entre els quals destaca la representació d’un lleó amb una llengua trífida.

### Els retaules
Dins de l’església, durant l’època barroca, es va instal·lar un conjunt de cinc retaules barrocs, un a l’altar major i un en cadascuna de les quatre capelles laterals.

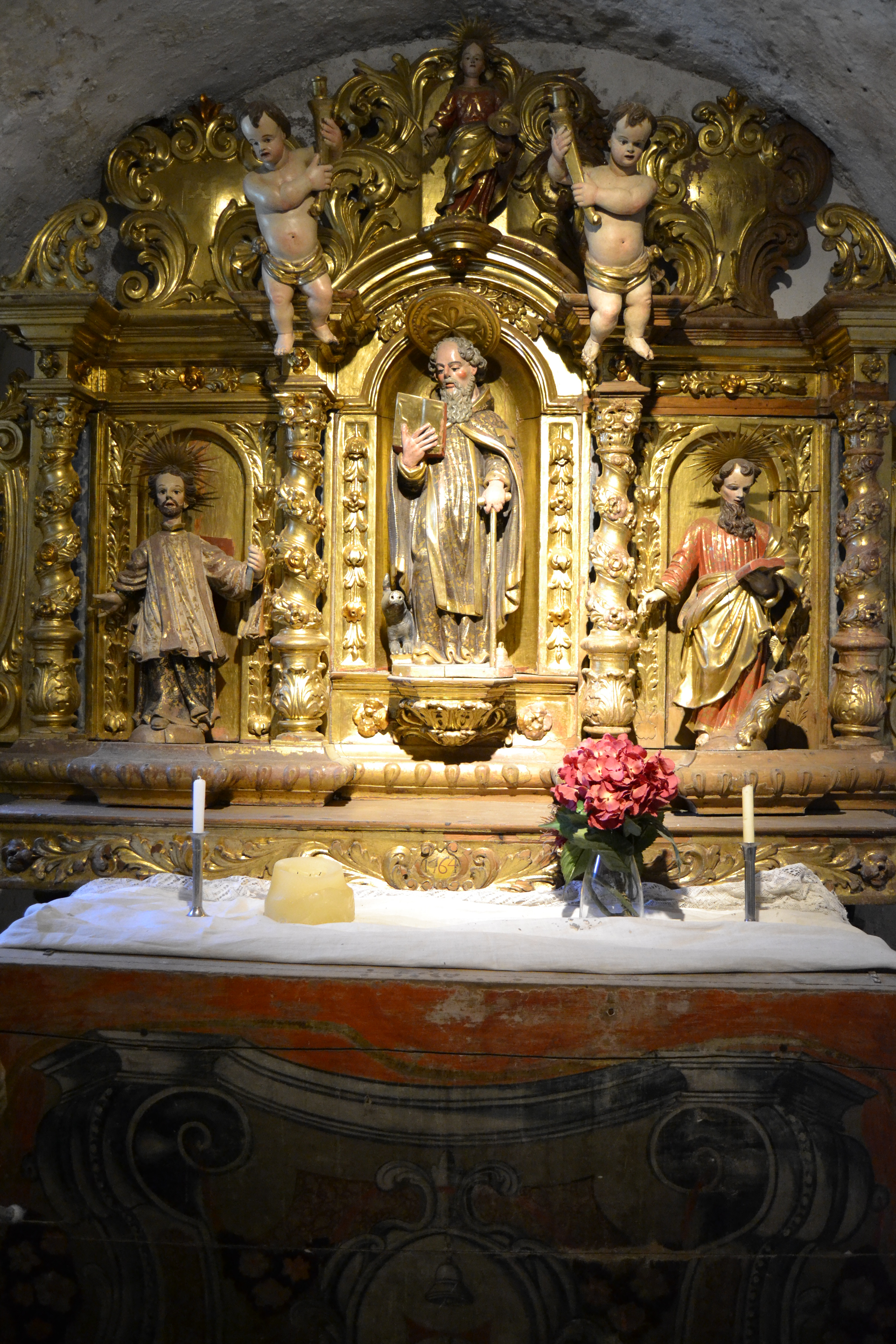
Retaule de Sant Antoni Abad

La primera capella de l’esquerra, situada a la base del campanar, està dedicada a sant Antoni Abat i hi trobem un retaule amb figures de gran dinamisme que data del segle xvii, amb una tècnica de talla de fusta policromada.
Al costat oposat hi ha la capella del Sant Crist, que es diferencia de la resta perquè coincideix amb l’absis semicircular de la primera església romànica. Aquesta part, coberta per una volta de quart d’esfera, contenia un retaule barroc en honor a sant Martí, patró de l’església, amb escenes de la seva vida. En desmuntar-se aquest retaule es van posar al descobert les pintures romàniques originals. Aquest retaule, obra del Mestre de Tuixent (ca. 1575), es troba actualment al despatx a títol honorífic del síndic general de la Casa de la Vall.
Les dos altres capelles es troben a prop de l’altar major. La de l’esquerra conté un retaule datat de finals del segle xvii i dedicat a la Mare de Déu. La tècnica és també la talla de fusta policromada i la pintura sobre taula. A la dreta trobem la capella de la Mare de Déu del Roser, amb un retaule de l’any 1730. La tècnica utilitzada és novament la talla de fusta policromada amb relleu.
Darrere de l’altar major es troba el retaule de l’altar major, amb un clar predomini del daurat; està dedicat al sant patró, Martí de Tours, acompanyat de diversos sants. Datat de finals del segle xvii - principis del segle xviii, combina la pintura sobre taula amb l’escultura policromada i forma un conjunt de força qualitat artística. La tècnica executiva és la talla de fusta policromada i pintura sobre taula. L’escultor i el retauler són anònims, però el pintor va ser el Mestre d’Ansalonga (1630-1650).

### El mobiliari de l’església i la Ruta del Ferro
Procedent de l’església de Sant Martí de la Cortinada hi ha un crist romànic, del segle xiii, de fusta tallada i policromada. Es tracta d'una peça excepcional que es va modificar durant el gòtic i que s’exposa a l’Espai Columba.
Les reixes forjades d’època barroca testimonien la importància de la indústria siderúrgica a les Valls andorranes. De fet, Sant Martí de la Cortinada forma part de la Ruta del Ferro als Pirineus, juntament amb altres edificis com la Farga Rossell o la mina de Ferro de Llorts.

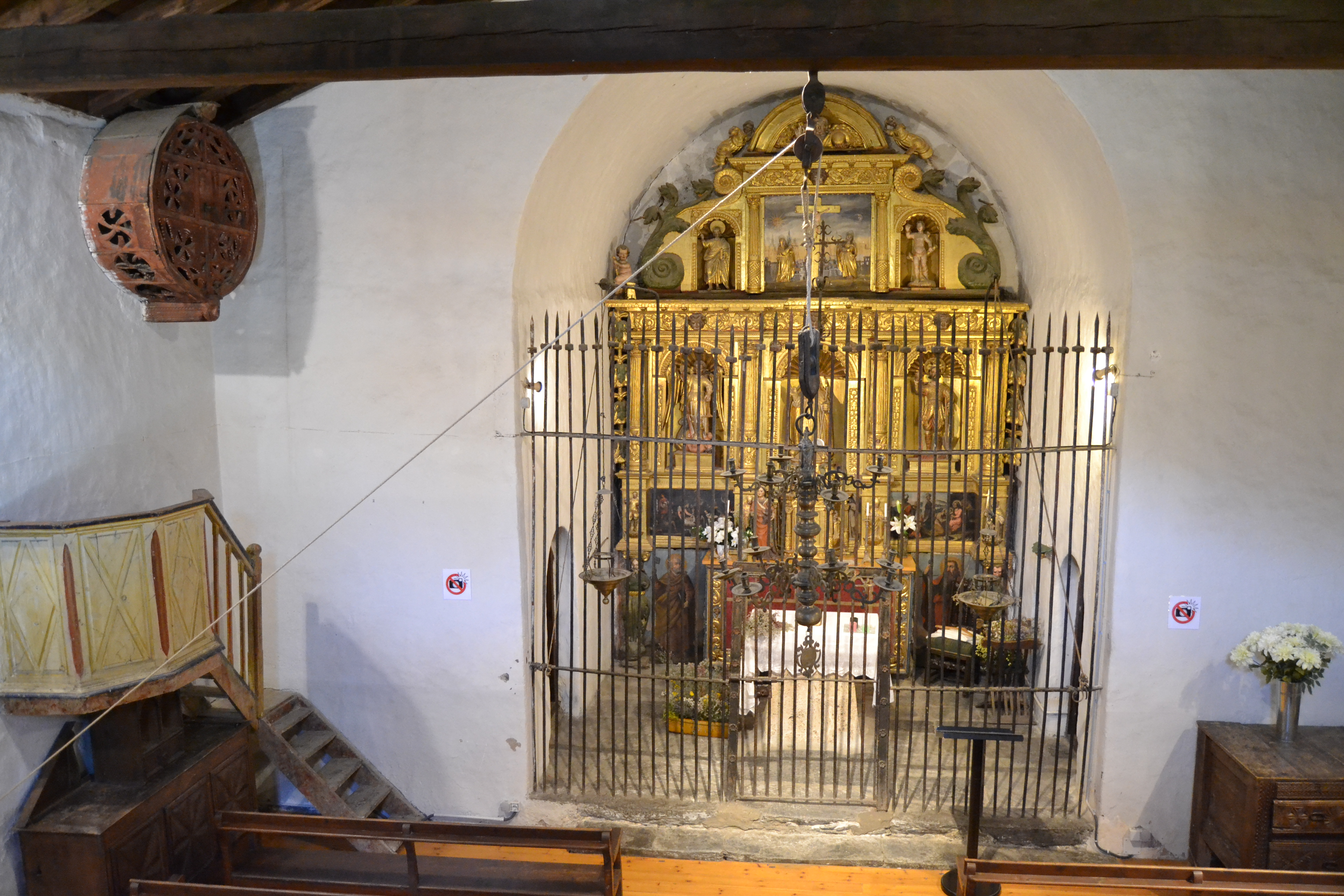
Retaule major, reixes, bancs i carilló de Sant Martí de la Cortinada

A banda de l’important conjunt de retaules, aquesta església conserva peces de mobiliari molt interessants i valuoses, com la calaixera situada a l’entrada o un caixabanc que podria datar de l’any 1635, la cadira renaixentista de tisora, el confessionari i el púlpit. Una menció especial es mereix el davant d’altar de tela, que va ser restaurat per especialistes del Museu Tèxtil de Barcelona l’any 1996. L’església de la Cortinada era, al tombant del segle xviii, la capella no parroquial més ornamentada de les Valls d’Andorra.
Del mobiliari en destaquen també els bancs barrocs, amb una decoració a base de musicadures semblant a les que apareixen a la calaixera de la mateixa església. El respatller és movible; és a dir, quan se celebraven les reunions dels caps de casa per debatre qüestions que afectaven la localitat, el respatller es girava i d’aquesta manera tots els membres es veien, i quan hi havia celebracions litúrgiques es tornava a girar i tots els assistents quedaven mirant cap a l’altar. El carilló policromat està decorat amb musicadures, i a l’interior hi ha campanes. L’instrument s’utilitzava per fer més solemnes les cerimònies.
El darrer element arquitectònic a l’interior de l’església és el cor. Situat damunt de la portalada del temple, permet accedir a l’interior del campanar de torre.